# Matt Holland
Pour les articles homonymes, voir Holland.
Matthew Holland, né le 11 avril 1974 à Bury (Lancashire), est un joueur de football international irlandais. Il évolue au poste de milieu de terrain dans différents clubs professionnels anglais. Il compte 49 sélections et 5 buts en équipe nationale.

## Carrière

### en club
Matthew Holland nait à Bury dans la banlieue de Manchester le 11 avril 1974. Repéré jeune par les recruteurs d'Arsenal, il échoue aux tests d'admission au centre de formation car il est jugé trop petit. Il s'engage alors dans un autre club londonien le West Ham Football Club. Il y fait ses classes au sein du centre de formation et signe son premier contrat professionnel en 1992. Holland ne jouera jamais avec l'équipe première. West Ham le prête pour lui donner un peu d'expérience en cinquième division anglaise au Farnborough Town avec lequel il dispute 21 matchs.

#### Bournemouth
Après deux années sans jouer en équipe première, il est de nouveau prêté en 1995, cette fois ci à l'AFC Bournemouth qui joue alors en deuxième division. Le prêt est une telle réussite que Bournemouth se décide à recruter Holland. Dès la première saison pleine, Matt Holland s'affirme comme titulaire au milieu de terrain. Il est même élu joueur de l'année  dans le club avant de devenir capitaine. En deux saisons et demie il joue 104 matchs et marque 18 buts. Ces résultats attirent évidemment l'attention de clubs plus huppés. Et c'est Ipswich Town qui évolue aussi en deuxième division mais avec l'ambition déclarée de se hisser dans l'élite qui réussit à le séduire.

#### Ipswich Town
Holland à Ipswich Town est transféré en juillet 1997 pour une somme de £800 000. Matt Holland s'impose immédiatement. Il est titularisé dans chacun des matchs de championnat et de coupe d'Angleterre. Ipswich termine la saison à la 5e place et se qualifie pour les play-off de promotion vers la première division. Holland est là encore élu meilleur joueur de l'année pour son club.
Lors de la saison suivante Holland continue sur la même lancée en jouant chaque match de la saison. Il marque 10 buts et participe à la qualification du club aux barrages de promotion vers la Premier League. Ipswich élimine d'abord les Bolton Wanderers avant d'affronter en finale Barnsley FC. Matt Holland est le capitaine d'Ipswick cet après-midi là à Wembley. Son équipe l'emporte 4-2 se est promu[pas clair] en Premier League après cinq saisons passées en deuxième division.
Pour son retour dans l'élite du football anglais Ipswich réussit une saison surprenante en terminant à la 5e place ce qui est la meilleure place jamais obtenue par le club. Ce parcours en championnat est conjugué à une demi-finale en Coupe de la Ligue. La cinquième place en championnat ouvre la porte à une participation à la Coupe d'Europe, une première depuis la saison 1982-1983.
La saison 2001-2002 n'est pas aussi satisfaisante. Ipswich termine le championnat à la 18e place et se retrouve donc relégué en deuxième division. Le parcours en Coupe UEFA donne un peu de baume au cœur. Les blues éliminent les russes du Torpedo Moscou et les suédois Helsingborgs IF avant de tomber face aux italiesn de l'Inter Milan. Holland joue les six matchs. Malgré la relégation Matt Holland reste au club alors même qu'Aston Villa lui propose un contrat avec un transfert de 4 millions de livres à la clé pour le club. Holland continue d'être très régulier, jouant un total de 54 rencontres sur la saison toutes compétitions confondues et marquant sept buts. Il est élu pour la deuxième fois meilleur joueur du club par les supporters.
En six saisons à Portman Road, Matt Holland joue 223 matchs consécutivement ne ratant d'un match de Coupe de la Ligue mais pour aller jouer un match avec l'équipe nationale irlandaise.

#### Charlton Athletic
En 2003 Ipswich Town échoue à sa tentative de remonter en première division. Matt Holland est transféré vers le Charlton Athletic Football Club qui est alors dirigé par Alan Curbishley pour un montant de £750 000 et pour une durée de quatre saisons. Holland est immédiatement nommé capitaine de l'équipe. Il dispute la totalité des matchs de la saison, marque six buts et emmène l'équipe pour une septième place en Premier League ce qui est alors le meilleur résultat du club depuis les années 1950.
Matt Holland reste six saisons au total à Charlton Athletic. Il reste au club alors que celui-ci est relégué en juin 2007 en deuxième division. Fin 2009, il est libéré de son contrat par Charlton lorsque celui-ci est relégué en League One. Après s'être entraîné au mois de juillet 2009 avec Colchester United pour entretenir sa forme, Matt Holland arrête sa carrière professionnelle.

### En équipe nationale
Né à Bury dans le Lancashire de parents nés en Angleterre, Matt Holland aurait pu être sélectionné en équipe d'Angleterre de football. Mais il choisit de rejoindre la sélection irlandaise en se justifiant de son ascendance irlandaise car une de ses grand-mère est originaire du comté de Monaghan.
Après une sélection en équipe d'Irlande B à l'automne 1999, Matt Holland est lancé dans le grand bain international le 9 octobre 1999 par Mick McCarthy à l'occasion d'un match qualificatif à l'Euro 2000 contre la Macédoine à Skopje. Holland est remplaçant et entre en jeu à la 85e minute à la place de Mark Kennedy. Ce soir-là, Tony Cascarino bat le record de sélections pour l'Irlande avec 83 capes.
Matt Holland est sélectionné parmi l'équipe qui dispute la coupe du monde de football 2002 au Japon et en Corée du Sud. Il dispute les quatre matchs de son équipe dans la compétition et marque un but  dans le premier match contre le Cameroun.
En 2006, Holland met fin à sa carrière internationale après que l'Irlande aie échouée à se qualifier à la coupe du monde 2006 après quarante neuf sélections et cinq buts marqués.

## Éléments statistiques
| Saison                | Club                    | Championnat           | Championnat | Championnat | Coupe(s) nationale(s) | Coupe(s) nationale(s) | Compétition(s) continentale(s) | Compétition(s) continentale(s) | Compétition(s) continentale(s) | République d'Irlande | République d'Irlande | Total | Total |
| Saison                | Club                    | Division              | M.          | B.          | M.                    | B.                    | Comp.                          | M.                             | B.                             | M.                   | B.                   | M.    | B.    |
| 1992-1993             | West Ham United         | First Division        | 0           | 0           | 0                     | 0                     | -                              | -                              | -                              | -                    | -                    | 0     | 0     |
| 1992-1993             | Farnborough Town (prêt) | Football Conference   | 21          | 0           | 0                     | 0                     | -                              | -                              | -                              | -                    | -                    | 21    | 0     |
| 1993-1994             | West Ham United         | First Division        | 0           | 0           | 0                     | 0                     | -                              | -                              | -                              | -                    | -                    | 0     | 0     |
| 1994-1995             | West Ham United         | First Division        | 0           | 0           | 0                     | 0                     | -                              | -                              | -                              | -                    | -                    | 0     | 0     |
| 1994-1995             | AFC Bournemouth (prêt)  | Second Division       | 16          | 1           | 0                     | 0                     | -                              | -                              | -                              | -                    | -                    | 16    | 1     |
| 1995-1996             | AFC Bournemouth         | Second Division       | 43          | 10          | 9                     | 0                     | -                              | -                              | -                              | -                    | -                    | 52    | 10    |
| 1996-1997             | AFC Bournemouth         | Second Division       | 45          | 7           | 5                     | 0                     | -                              | -                              | -                              | -                    | -                    | 50    | 7     |
| 1997-1998             | Ipswich Town            | Second Division       | 48          | 10          | 11                    | 2                     | -                              | -                              | -                              | -                    | -                    | 59    | 12    |
| 1998-1999             | Ipswich Town            | Second Division       | 48          | 7           | 6                     | 2                     | -                              | -                              | -                              | -                    | -                    | 54    | 9     |
| 1999-2000             | Ipswich Town            | Second Division       | 48          | 10          | 5                     | 0                     | -                              | -                              | -                              | 4                    | 0                    | 57    | 10    |
| 2000-2001             | Ipswich Town            | Premier League        | 38          | 3           | 9                     | 2                     | -                              | -                              | -                              | 7                    | 3                    | 54    | 8     |
| 2001-2002             | Ipswich Town            | Premier League        | 38          | 3           | 2                     | 0                     | C3                             | 6                              | 0                              | 12                   | 1                    | 58    | 4     |
| 2002-2003             | Ipswich Town            | First Division        | 45          | 7           | 3                     | 0                     | C3                             | 6                              | 0                              | 10                   | 0                    | 64    | 7     |
| 2003-2004             | Charlton Athletic       | Premier League        | 38          | 6           | 3                     | 0                     | -                              | -                              | -                              | 10                   | 1                    | 51    | 7     |
| 2004-2005             | Charlton Athletic       | Premier League        | 32          | 3           | 4                     | 0                     | -                              | -                              | -                              | 3                    | 0                    | 39    | 3     |
| 2005-2006             | Charlton Athletic       | Premier League        | 23          | 1           | 7                     | 1                     | -                              | -                              | -                              | 3                    | 0                    | 33    | 2     |
| 2006-2007             | Charlton Athletic       | Premier League        | 33          | 1           | 3                     | 0                     | -                              | -                              | -                              | -                    | -                    | 36    | 1     |
| 2007-2008             | Charlton Athletic       | Championship          | 31          | 1           | 3                     | 0                     | -                              | -                              | -                              | -                    | -                    | 34    | 1     |
| 2008-2009             | Charlton Athletic       | Championship          | 34          | 1           | 4                     | 0                     | -                              | -                              | -                              | -                    | -                    | 38    | 1     |
| Total sur la carrière | Total sur la carrière   | Total sur la carrière | 581         | 71          | 74                    | 7                     | -                              | 12                             | 0                              | 49                   | 5                    | 716   | 83    |